# Bergisuchus
Bergisuchus dietrichbergi
Genre
Espèce
Bergisuchus est un genre éteint de crocodyliformes, un clade qui comprend les crocodiliens modernes et leurs plus proches parents fossiles. Il est rattaché au sous-ordre des Notosuchia (ou notosuchiens en français) et aux clades des Ziphosuchia et des Sebecosuchia. La famille des Bergisuchidae a été érigée en 2000 pour héberger ce seul genre.
Une seule espèce est rattachée au genre : Bergisuchus dietrichbergi, décrite dans deux publications par Dietrich Berg en 1966 et Oskar Kuhn en 1968, puis reprise en 2000 par T. Rossman et ses collègues.

## Étymologie
Son nom de genre Bergisuchus est composé du nom de l'inventeur du genre, le paléontologue allemand Dietrich Berg, et du mot du grec ancien σοῦχος Soũkhos, « crocodile », pour donner « crocodile de Dietrich Berg ». Le nom d'espèce dietrichbergi honore également le paléontologue allemand.

## Découverte et datation
Un seul fossile de cet animal est connu. Il provint du site fossilifère de Messel, une carrière désaffectée de schistes bitumeux, située en Allemagne dans la Hesse à environ 35 km au sud-est de Francfort. Ses dépôts sont datés de l'Éocène moyen, il y a environ 47 Ma.
Le fossile est constitué d'un crâne avec sa mandibule, référencés GM XVIII-49. 

## Description
Son crâne est haut et comprimé latéralement, très différent de celui des crocodiles modernes qui sont aplatis et larges.
Les dents sont assez comprimées et pointues, avec leurs tranchants crénelés (ziphodontes) ; elles sont semblables à celles des dinosaures prédateurs théropodes, mais très différentes des dents coniques des crocodiles actuels. Comme chez presque tous les sébécosuchiens, Bergisuchus possède une grande « pseudo-canine » sur le dentaire qui s'insère dans l'encoche de la mâchoire supérieure. Cette canine mesure environ 2 centimètres de haut.
Regroupées en arrière de cette dent principale, les autres dents sont petites (3 fois moins grande que la pseudo-canine).
La mandibule devait porter 13 dents sur chacun de ses côtés, tandis que la mâchoire supérieure en avait 13 ou 14. Ce nombre de dents est limité par rapport aux autres sébécosuchiens et, en particulier, l'autre genre européen Iberosuchus. De même, ses dents sont moins comprimées latéralement (aplaties), ce qui devait leur assurer une meilleure résistance.
La longueur totale de l'animal est estimée par T. Rossman et ses collègues à 1,50 mètre. Cet animal terrestre devait avoir des pattes assez longues, placées sous le corps. « Toutes les données paléo-écologiques et biomécaniques corroborent l'hypothèse que Bergisuchus était un petit Crocodyliformes essentiellement terrestre, qui n'a pas construit ses nids près des sites où ses fossiles ont été recueillis. »

## Classification
Dès sa première description par Dietrich Berg en 1966, ces restes fossiles ont été attribués au clade des sébécosuchiens, avec une proximité soulignée avec le genre Sebecus'. C'était la première fois qu'un sébécosuchien était découvert en dehors de l’Amérique du Sud.
En 2014, Diego Pol et ses collègues conduisent une synthèse phylogénétique, intégrant les nombreux nouveaux genres et espèces découverts au début des années 2010. Ils aboutissent à une matrice incluant 109 Crocodyliformes et genres proches dont 412 caractères morphologiques sont étudiés. Les Notosuchia selon D. Pol et al. regroupent 45 genres et 54 espèces. Dans leur cladogramme, Bergisuchus est classé comme un Sebecosuchia basal, dans un petit clade (en groupe frère du genre Iberosuchus), placé juste en amont de la famille des Sebecidae.